# 増田信晃
増田 信晃（ますだ のぶあき、1975年8月17日 - ）は、日本の元プロボクサー。第30代日本ライトフライ級チャンピオン。駿河ボクシングジム所属。島田学園高等学校卒。

## 来歴
- 小学1年から中学まで空手を習い、市大会での準優勝などの実績を持つ。ボクシングを始めたのは高校を卒業してからであった。
- 1997年3月15日、4R判定でプロデビューを飾る。
- 1998年11月14日、6連勝で西軍代表フライ級新人王決定戦に出場も、小谷健に2RKOで敗れる。この試合が初の黒星となった。
- 2004年4月12日、20戦18勝で山口真吾の持つOPBFライトフライ級タイトルに挑戦するが、12回判定で敗れタイトル獲得ならず。
- 2004年9月20日、畠山昌人（協栄札幌赤坂ジム）を10R判定で破り日本ライトフライ級タイトルを獲得。
- 2005年1月16日、升田貴久との初防衛戦を10R判定で勝利する。以降和田峯幸生を含み5度の防衛を達成。
- 2007年4月15日、元東洋太平洋同級王者の嘉陽宗嗣と防衛戦を行い、3-0の判定負け。6度目のタイトル防衛に失敗し、日本王座から陥落した。
- 嘉陽戦の後、練習・試合から遠ざかり、実質引退状態となる。また、この引退期間中（2008年2月）に亀田興毅陣営から対戦オファーを受けたが、増田が所属する駿河ジムの会長は「全くジムにも練習に来ていないので受けられない」と返事し亀田戦を拒否した。
- 2008年6月21日、ノーランカーの佐藤靖明を相手に約1年2か月ぶりの試合を行うが、判定負け。
- 2008年11月30日、愛知県産業貿易館で日本ライトフライ級5位の佐野友樹を相手に試合を行うが、7Rにはダウンを取ったが、8R3-0判定負で3連敗となる。この試合を以って引退を表明。

## 獲得タイトル
- 日本ライトフライ級王座（防衛5）